# اليوم العالمي للتضامن الإنساني
اليوم العالمي للتضامن الإنساني حددت الجمعية العامة للأمم المتحدة، في قرارها 209/60 التضامن باعتباره أحد القيم الأساسية والعالمية التي ينبغي أن تقوم عليها العلاقات بين الشعوب في القرن الحادي والعشرين، وتقرر، في هذا الصدد، أن تعلن 20 كانون الأول/ديسمبر من كل عام يوما دوليا للتضامن الإنساني، في مؤتمر القمة العالمي للتنمية الاجتماعية، التزمت الحكومات بالقضاء على الفقر باعتبار ذلك حتمية أخلاقية واجتماعية وسياسية واقتصادية للبشرية.
وأنشأت الجمعية العامة في شباط/فبراير 2003، بموجب قرارها 265/57 صندوق التضامن العالمي بوصفه صندوقا استئمانيا تابعا لبرنامج الأمم المتحدة الإنمائي. ويتمثل الهدف منه في القضاء على الفقر وتعزيز التنمية البشرية والاجتماعية في البلدان النامية، ولا سيما بين القطاعات الأكثر فقرا من سكانها.
وعُزز مفهوم التضامن بوصفه أمرا بالغ الأهمية في مكافحة الفقر وفي إشراك جميع أصحاب المصلحة ذوي الصلة، من خلال مبادرات من قبيل إنشاء صندوق التضامن العالمي من أجل القضاء على الفقر وإعلان اليوم الدولي للتضامن الإنساني.
ويذكرنا اليوم الدولي للتضامن الإنساني بأهمية التضامن لتحقيق المعاهدات المتفق عليها دوليا، بما في ذلك برامج عمل المؤتمرات الدولية والاتفاقات متعددة الأطراف.

## اليوم العالمي للتضامن الإنساني
اليوم العالمي للتضامن الإنسانى هو:
- يوم للاحتفاء بوحدتنا في إطار التنوع
- يوم لتذكير الحكومات بضرورة احترام التزاماتها في الاتفاقات الدولية
- يوم لرفع مستوى الوعي العام بأهمية التضامن
- يوم لتشجيع النقاش بشأن سبل تعزيز التضامن لتحقيق الأهداف الإنمائية للألفية، بما في ذلك القضاء على الفقر
- يوم للعمل على تشجيع على مبادرات جديدة للقضاء على الفقر